# Stazione di Nopporo
La stazione di Nopporo (野幌駅?, Nopporo-eki) è una stazione della città di Ebetsu, in Hokkaidō, Giappone, situata sulla linea principale Hakodate.

## Struttura
La stazione è dotata di due banchine laterali serventi 2 binari.
| 1 | ■ Linea principale Hakodate |  | per Sapporo e Otaru              |
| 2 | ■ Linea principale Hakodate |  | per Ebetsu, Iwamizawa e Takikawa |

## Stazioni adiacenti
| «                         | Servizio                  | »                         |
| Linea principale Hakodate | Linea principale Hakodate | Linea principale Hakodate |
| ------------------------- | ------------------------- | ------------------------- |
| Ōasa                      | Locale                    | Takasago                  |
| Ōasa                      | Rapido sezionale          | Ebetsu                    |